# Marquesat de Rubí
El Marquesat de Rubí és un títol nobiliari creat el 30 de juny de 1694 pel rei Carles II, a favor del general d'artilleria Josep Antoni de Rubí i de Boixadors, virrei de Sardenya, en memòria i reconeixement als mèrits del seu pare Pere Rubí, virrei de Mallorca.

## Marquesos de Rubí
|                       | Titular                                            | Període               |
| Creació per Carles II | Creació per Carles II                              | Creació per Carles II |
| --------------------- | -------------------------------------------------- | --------------------- |
| I                     | Josep Antoni de Rubí i de Boixadors                | 1694- ?               |
| II                    | Maria Francesca de Rubí i de Corbera-Sancliment    |                       |
| III                   | Gaietà Pignatelli i de Rubí-Corbera-Santcliment    |                       |
| IV                    | Marianna Pignatelli i de Rubí-Corbera-Santcliment  | ? - 1780              |
| V                     | Pedro Vicente Jordán de Urríes y Pignatelli        | 1780-1799             |
| VI                    | Pedro María Jordán de Urríes y Fombuena            | 1799-1810             |
| VII                   | Pedro Ignacio Jordán de Urríes y Palafox Fuembuena | 1810-1842             |
| VIII                  | Juan Nepomuceno Jordán de Urríes y Salcedo         | 1842-1863             |
| IX                    | Juan María Jordán de Urríes y Ruiz de Arana        | 1863-1908             |
| X                     | José Jordán de Urríes y de Ulloa                   | 1910- ?               |
| XI                    | Jacobo Jordán de Urríes y Vieira de Megalhaes      | ? -1990               |
| XII                   | María Margarita Jordán de Urríes y Castelo-Branco  | 1990-1994             |
| XIII                  | José María Cubillo y Jordán de Urríes              | 1994-actual titular   |

## Història dels marquesos de Rubí
- Josep Antoni de Rubí i de Boixadors,[1] I marquès de Rubí.

Es va casar amb Maria Isabel de Corbera-Santcliment, baronessa de Llinars. El va succeir la seva filla:
- Maria Francesca de Rubí i de Corbera-Santcliment,[2] II marquesa de Rubí i baronessa de Llinars.

Es va casar amb Francesc Pignatelli i d'Aimeric, i la va succeir el seu fill:
- Gaietà Maria Pignatelli i de Rubí-Corbera-Santcliment (n. 1730),[4] III marquès de Rubí.

El va succeir la seva germana:
- Marianna Pignatelli i de Rubí-Corbera-Santcliment (1725-1800), IV marquesa de Rubí i baronessa de Llinars.

Es va casar amb Pedro Jordán de Urríes y Urríes, I marquès d'Ayerbe (amb vescomtat previ de Rosel). La va succeir el seu fill:
- Pedro Vicente Jordán de Urríes i Pignatelli (1743-1799), V marquès de Rubí i II marquès d'Ayerbe.

Es va casar amb María Ramona Fuembuena y Montserrat, III marquesa de Lierta.
Es va casar en segons noces amb María Josefa Azlor de Aragón y Villavicencio. Sense descendents d'aquest matrimoni. El va succeir, del seu primer matrimoni, el seu fill:
- Pedro María Jordán de Urríes y Fuembuena (1770-1810), VI marquès de Rubí i III marquès d'Ayerbe, IV marquès de Lierta, comte de San Clemente, baró Sánchez de Torrellas.

Es va casar amb María Nicolasa de Palafox y Silva.
Es va casar amb María Juana de Bucarelli y Bucarelli. El va succeir, del seu primer matrimoni, el seu fill:
- Pedro Ignacio Jordán de Urríes y Palafox Fuembuena (1791-1842), VII marquès de Rubí, IV marquès d'Ayerbe, V marquès de Lierta, comte de San Clemente, baró Sánchez de Torrellas, baró de Llinars, i de la Peña.

Es va casar amb María Luisa de Salcedo y Urquijo. El va succeir el seu fill:
- Juan Nepomuceno Jordán de Urríes y Salcedo (1828-1863), VIII marquès de Rubí, V marquès d'Ayerbe, VI marquès de Lierta, comte de San Clemente.

Es va casar amb Juana María de la Encarnación Ruiz de Arana y Saavedra. El va succeir el seu fill:
- Juan María Jordán de Urríes y Ruiz de Arana (1851-1908), IX marquès de Rubí, VI marquès d'Ayerbe, VII marquès de Lierta, comte de San Clemente.

Es va casar amb Caralampia María del Pilar Méndez de Vigo y Arizón, VIII comtessa de Santa Cruz de los Manueles. El va succeir:
- José Javier Jordán de Urríes y Ulloa, X marquès de Rubí.

Es va casar amb Isabel Tomás Tàpia. El va succeir Jacobo Jordán de Urríes y Vieira de Magalhaes, qui era fill de Juan Nepomuceno Jordán de Urríes y Méndez Vigo i de la seva dona María Antonia d'Orta Vieira de Magalhaes, per tant net del VIII marquès de Rubí:
- Jacobo Jordán de Urríes y Vieira de Magalhaes (1899-1990), XI marquès de Rubí, VII marquès d'Ayerbe, VIII marquès de Lierta.

Es va casar amb María Margarita de Castelo-Branco Guedes Cabral. El va succeir la seva filla:
- María Margarida Jordán de Urríes y Castelo-Branco (n. en 1931), XII marquesa de Rubí, VIII marquesa d'Ayerbe, XII comtessa de San Clemente.

Es va casar amb José María Cubillo i Saavedra. La va succeir el seu fill:
- José María Cubillo i Jordán de Urríes (n. en 1962), XIII marquès de Rubí .

Es va casar amb Ana de Prado y Pérez de Seoane i Colón de Carvajal, filla de Diego Prado y Colón de Carvajal.